# Episodi di Der Kommissar (settima stagione)
La settima stagione della serie televisiva Der Kommissar è stata trasmessa in anteprima in Germania Ovest dalla ZDF tra il 10 gennaio 1975 e il 19 dicembre 1975.
| nº | Titolo originale                                | Titolo italiano | Prima TV Germania Ovest | Prima TV Italia |
| -- | ----------------------------------------------- | --------------- | ----------------------- | --------------- |
| 1  | Das goldene Pflaster                            |                 | 10 gennaio 1975         |                 |
| 2  | Am Rande der Ereignisse                         |                 | 31 gennaio 1975         |                 |
| 3  | Warum es ein Fehler war, Beckmann zu erschießen |                 | 14 febbraio 1975        |                 |
| 4  | Ein Mord auf dem Lande                          |                 | 14 marzo 1975           |                 |
| 5  | Der Mord an Dr. Winter                          |                 | 25 aprile 1975          |                 |
| 6  | Die Kusine                                      |                 | 23 maggio 1975          |                 |
| 7  | Sturz aus großer Höhe                           |                 | 20 giugno 1975          |                 |
| 8  | Noch zehn Minuten zu leben                      |                 | 25 luglio 1975          |                 |
| 9  | Der Tod des Apothekers                          |                 | 5 settembre 1975        |                 |
| 10 | Fährt der Zug nach Italien?                     |                 | 26 settembre 1975       |                 |
| 11 | Ein Playboy segnet das Zeitliche                |                 | 24 ottobre 1975         |                 |
| 12 | Ein Mord nach der Uhr                           |                 | 21 novembre 1975        |                 |
| 13 | Eine Grenzüberschreitung                        |                 | 19 dicembre 1975        |                 |